# AeroJet
Az AeroJet egy angolai székhelyű légitársaság. A 2002-ben alapított légitársaság egy Embraer ERJ-140 típusú repülőgépet üzemeltet.
A légitársaság 2018 óta a Fly Angola légitársaság színeiben reptet egy Embraer ERJ-145 típusú repülőgépet.

## Flotta
Az AeroJet flottája a következő repülőgépekből áll (2022 januárjában):